# Ardle (Fluss)
Der Ardle, veraltet auch Airdle, ist ein Fluss in der schottischen Council Area Perth and Kinross. Er entsteht durch den Zusammenfluss der Bäche Allt Fearnach und Brerachan Water etwa 14 km nordöstlich von Pitlochry
Der Ardle fließt in südöstlicher Richtung durch eine dünnbesiedelte, bergige Region. Ab etwa fünf Kilometer nach der Entstehung verläuft der Ardle bis zu seiner Mündung bei Bridge of Cally entlang der A924, welche die A93 bei Bridge of Cally mit der A9 bei Pitlochry verbindet. Der Ardle mündet nach insgesamt 21 km in den Ericht und gelangt somit über Isla und Tay schließlich in die Nordsee.

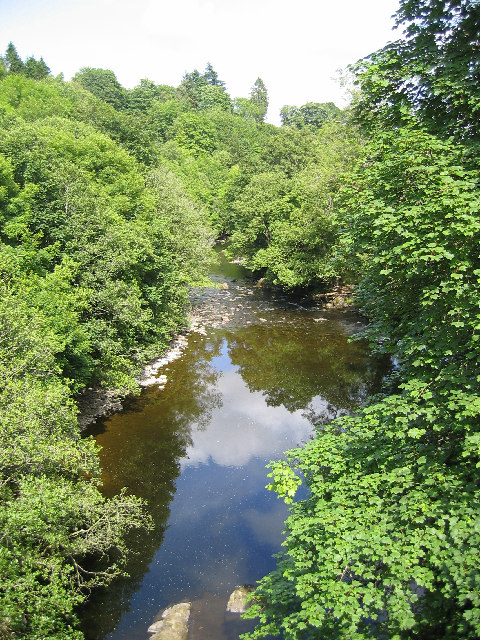
Der Ardle in Bridge of Cally kurz vor seiner Mündung
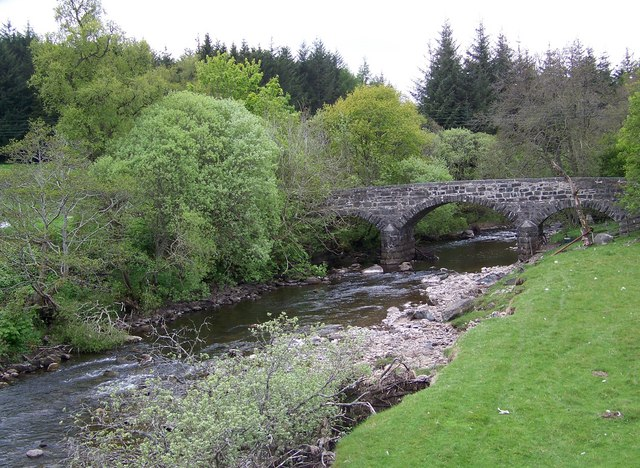
Brücke über den Ardle